# پوکونو پاینز (پنسیلوانیا)
پوکونو پاینز (به انگلیسی: Pocono Pines) یک منطقهٔ مسکونی در ایالات متحده آمریکا است که در پنسیلوانیا واقع شده‌است. پوکونو پاینز ۱٬۴۰۹ نفر جمعیت دارد.